# Errementari - Il fabbro e il diavolo
Errementari - Il fabbro e il diavolo (Errementari) è un film del 2017 diretto da Paul Urkijo Alijo.
L'opera è stata mostrata al pubblico per la prima volta il 12 ottobre 2017 al Sitges Film Festival ed è stata successivamente distribuita globalmente da Netflix il 13 ottobre 2018. È stato apprezzato dalla critica.

## Trama

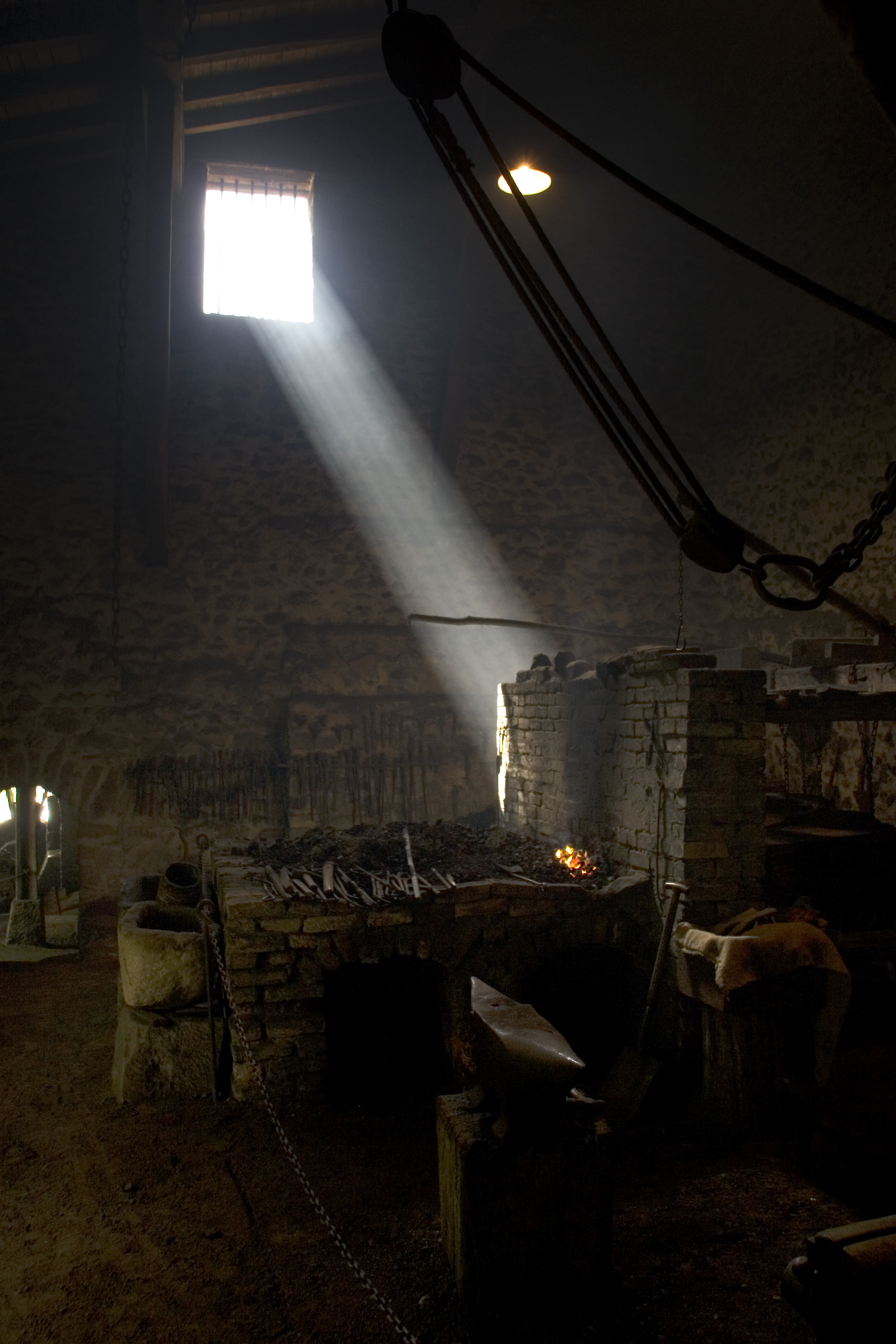
Fucina del fabbro

Nel 1835 un plotone d'esecuzione si appresta ad eliminare dei disertori; tuttavia uno di essi si scaglia contro i suoi aguzzini in maniera animalesca e li uccide tutti.
Nel 1843, sono passati otto anni dalla fine della prima guerra carlista quando un funzionario provinciale basco fa la sua comparsa nella provincia di Álava con la volontà di scoprire cosa si cela dietro un vecchio fabbro che, a suo dire, custodisce una grande quantità d’oro nella sua fonderia.
Il vecchio artigiano, di nome Francisco, è lo stesso fuggito anni prima dal plotone d'esecuzione e di conseguenza visto con sospetto da tutti i religiosissimi abitanti del paesino in quanto ritenuto dai più un diavolo sotto forma umana, colpevole del suicidio della moglie e capace di compiere atti di incredibile violenza e crudeltà. Il famigerato uomo, dal canto suo, vive isolato dal resto del mondo nella sua fonderia da quando è tornato dalla guerra avendo disseminato la zona di trappole per orsi e avendo creato un'imponente recinzione attorno alla sua proprietà per scoraggiare qualunque curioso. In molti sostengono di udire urla disumane di notte provenire dall'area recintata e di conseguenza si tengono lontani dal luogo.
La piccola Usue, orfanella adottata dalla chiesa dopo la morte della madre, un giorno ruba il vino della messa per poterlo assaggiare e si nasconde nel bosco per berlo; qui viene però aggredita da due ragazzini che dopo un rapido inseguimento la portano davanti alla recinzione della fonderia e, in un atto di cattiveria, rompono la sua bambola e buttano la testa oltre il cancello. Usue torna quindi alla chiesa, dove viene rimproverata per il suo gesto (e per aver saltato la messa). La bambina chiede al prete, in un impeto di tristezza, se è vero che sua madre è andata all'Inferno dopo essersi suicidata, e quest'ultimo senza il minimo tatto le risponde affermativamente.
Il funzionario del governo, deciso ad entrare nella fonderia, recluta tre uomini e ordina loro di obbligare il fabbro a farli entrare, ma questi li scaccia grazie ad un'armatura che si è costruito da solo; nella colluttazione però uno dei tre cade in una trappola per orsi e viene decapitato, con grande dispiacere del fabbro. Usue, intanto, decide di riparare la sua bambola e per questo va a cercare la testa alla fonderia, approfittando del fatto che gli inviati del funzionario hanno rotto la serratura del cancello.
Usue oltrepassa quindi la recinzione e vede il fabbro seppellire il cadavere dell'uomo ucciso poco prima. Terrorizzata, la bambina si rifugia nella fonderia, dove scopre che in una gabbia è tenuto prigioniero un ragazzino che la implora di liberarla. Usue, impietosita, aspetta quindi che il fabbro si addormenti per rubargli le chiavi, ma quando il ragazzo si libera anziché fuggire si appropria di un forcone e si trasforma in un demone, cercando di uccidere l'uomo nel sonno; il fabbro però si sveglia e riesce a tenergli testa. Il demone tenta quindi la fuga usando Usue come ostaggio, ma finisce in una trappola per orsi e il fabbro lo stende a martellate, rompendogli addirittura un corno.
Usue, che era svenuta per la paura, rinviene nella fonderia, dove il fabbro le spiega come stanno davvero le cose: il demone tenuto da lui prigioniero si chiama Sartael e i due tempo prima avevano fatto un patto per far sì che il fabbro tornasse vivo dalla guerra (era stato il demone a dargli la forza di sgominare il plotone d'esecuzione), ma al suo ritorno a casa la moglie dell'uomo lo aveva visto come un mostro e per questo si era suicidata; il fabbro quindi aveva imprigionato Sartael accusandolo di aver violato il patto, anche se il demone afferma (giustamente) di averlo rispettato. Approfittando del tempo insieme il fabbro insegna ad Usue trucchi per combattere i demoni, ad esempio che devono per forza contare i ceci sparsi su un pavimento e che il suono di una campana benedetta li fa impazzire. Usue inizialmente si diverte, ma poi decide di chiedere al demone se davvero sua madre è all'Inferno; pur ammettendo di non saperlo con certezza, non avendola mai incontrata, Sartael afferma che tutti i suicidi sono dannati.
Improvvisamente però arrivano gli abitanti del villaggio, capitanati dal funzionario del governo che aveva approfittato del "rapimento" di Usue per sobbillare la popolazione; il fabbro tenta di risolvere le cose pacificamente, ma viene arrestato. Gli abitanti, compreso il prete, entrano nella casa e scoprono Sartael prigioniero, ma il funzionario del governo fa uscire tutti per poter interrogare il fabbro e scoprire dov'è l'oro. In realtà il funzionario vuole parlare con Sartael, rivelandogli di essere Alastor, un demone superiore, e che lui è stato retrocesso per la sua inettitudine al quinto girone (probabilmente uno dei peggiori dell'Inferno a giudicare dalla reazione di Sartael). Alastor lascia Sartael imprigionato e si prepara a prendere l'anima del fabbro.
Usue però, precedentemente sfuggita al controllo del prete e della sua badante, ascolta la conversazione e scopre la verità. Sartael, accortosi di lei, le propone un patto: lo libererà e in cambio lui aiuterà il fabbro. Usue esegue e il demone crea scompiglio nella fonderia, mandando al tappeto gli aiutanti di Alastor, e tenta la fuga venendo però nuovamente intrappolato in una tagliola per orsi. Alastor sta per gettarsi all'inseguimento ma Usue, desiderosa più che mai di rivedere sua madre, vende al demone la sua anima per farsi portare all'Inferno. I due quindi svaniscono sotto lo sguardo distrutto del fabbro e del prete, che rivela inoltre la storia della bambina: ella è la figlia della moglie del fabbro e di un forestiero. La donna infatti credendo che il marito era morto si era risposata e aveva avuto una bambina, ma al suo ritorno dalla guerra il fabbro, scoperto ciò, uccise il forestiero e quasi buttò la neonata nel fuoco. Terrorizzata, la donna si uccise e il fabbro decise di consegnare la bambina al prete, che la chiamò Usue.
Il fabbro, intenzionato a salvare la bambina, libera Sartael dalla trappola per orsi e dalla furia degli abitanti e gli ordina di portarlo all'Inferno; seppur con riluttanza, il demone accetta dato che si rende conto di dovere ad Usue la sua libertà. Il prete, anch'egli desideroso di aiutare, porta al fabbro la campana della chiesa che questi aveva fabbricato anni prima, che si scopre essere fatta dell'oro che il funzionario stava cercando. Sartael porta quindi il fabbro alle porte dell'Inferno e qui trovano Usue, ma sopraggiunge Alastor; il fabbro tenta di distrarlo lanciandoglii una giara di ceci, ma il contenitore non si rompe. Alastor sta per uccidere il fabbro, ma Usue, ricordando i suoi insegnamenti, apre la giara e scaglia il contenuto sul pavimento; il demone è quindi costretto a fermarsi per contarli. Il fabbro ordina quindi ad Usue di andare con Sartael, mentre lui si dirige all'Inferno armato della campana (che essendo benedetta i demoni non sopportano) per ritrovare sua madre.
Sartael riporta quindi la bambina nel mondo dei vivi e, per evitare che gli abitanti del villaggio la perseguitino, racconta che ella è una santa e di conseguenza l'Inferno l'ha rigettata e che se oseranno tentare di rispedirvela lui tornerà a perseguitarli. Usue viene quindi riaccolta nel villaggio e torna a vivere con il prete e la sua badante. Sartael fugge e cambia forma, trasformandosi in un ragazzo, e trovando un uomo su un carro si fa dare un passaggio; per sdebitarsi della sua gentilezza, gli racconta la storia del fabbro, il quale, a suo dire, era così cattivo da essere temuto persino dal re dell'Inferno in persona. L'uomo sta infatti ancora vagando per l'Inferno con la sua campana, temuto dai demoni e da tutte le anime.

## Produzione
L'opera ha goduto di budget di 2.9 milioni di euro e tutte le registrazioni sono state realizzate negli studi di Pokeepsie Films per una durata di sette settimane.
Per l'immersione storica la maggior parte dei dialoghi è stato recitato interamente in un dialetto oscuro ed estinto il quale si rifà abbastanza fedelmente al parlato locale del XIX secolo. Esso è stato ricostruito su iniziativa di Paul Urkijo, con l'assistenza di linguisti come Koldo Zuazo, e adattato ai limiti della comprensibile per gli oratori di lingua moderna.

## Distribuzione
Il film ha avuto una distribuzione cinematografica limitata in Spagna ottenendo un ricavo equivalente a 56516 $.

## Accoglienza
Sull'aggregatore di recensioni Rotten Tomatos l'opera ha il 78% di recensioni positive.
Francesco Belliti per la rivista Nocturno ha dato al film un voto positivo di 4/5 elogiandone le atmosfere, ma mantenendo delle riserve sugli effetti speciali presenti nel finale.

## Riconoscimenti

### Premi
- Fantaspoa International Fantastic Film Festival – 2018
  - Contributo artistico - Film internazionale (Paul Urkijo Alijo)

- Grossmann Fantastic Film and Wine Festival – 2018
  - Premio del pubblico per il Miglior film (Paul Urkijo Alijo)
  - Miglior film nella categoria Vicious Cat (Paul Urkijo Alijo)

- San Sebastián Horror and Fantasy Film Festival – 2017
  - Premio del pubblico per il miglior film (Paul Urkijo Alijo)

### Candidature
- MOTELx - Festival Internacional de Cinema de Terror de Lisboa – 2018
  - Miglior premio al lungometraggio europeo – Paul Urkijo Alijo (regista) Filmax (distributore)

- Premio Goya – 2019
  - Migliori effetti speciali (Jon Serrano, David Heras)